# Buczynowa Strażnica
Die Buchentalwarte (polnisch Buczynowa Strażnica) ist ein Berg in der polnischen Hohen Tatra mit einer Höhe von 2242 m n.p.m. Über seinen Gipfel führt der Höhenweg Orla Perć.

## Lage und Umgebung
Unterhalb des Gipfels liegen zwei Täler, das Buchental (Dolina Buczynowa) im Osten, und die Dolina Kozia im Westen. 
Vom Gipfel der Schwarzwand (Czarne Ściany) wird die Buchentalwarte durch die Schwarzwandscharte (Przełączka nad Dolinką Buczynową) getrennt.

## Etymologie
Der Name Buczynowa Strażnica lässt sich Buczynowa Wachturm übersetzen.

## Tourismus
Die Buczynowa Strażnica ist bei Kletterern ein beliebter Gipfel. Seine 400 Meter hohen Steilhänge haben zahlreiche Kletterrouten.
Wanderer, die sich auf den Höhenweg Orla Perć wagen, müssen über den Gipfel gehen.

### Routen zum Gipfel
Auf den Gipfel führt ein Höhenweg: 
- Der rot markierte Höhenweg Orla Perć vom Bergpass Zawrat über den Gipfel auf den Bergpass Krzyżne. Als Ausgangspunkt für eine Besteigung des Höhenwegs eignen sich die Berghütten Schronisko PTTK Murowaniec sowie Schronisko PTTK w Dolinie Pięciu Stawów Polskich.

## Belege
- Zofia Radwańska-Paryska, Witold Henryk Paryski, Wielka encyklopedia tatrzańska, Poronin, Wyd. Górskie, 2004, ISBN 83-7104-009-1.
- Tatry Wysokie słowackie i polskie. Mapa turystyczna 1:25.000, Warszawa, 2005/06, Polkart ISBN 83-87873-26-8.